# St. Johannes Nepomuk (Gelchsheim)

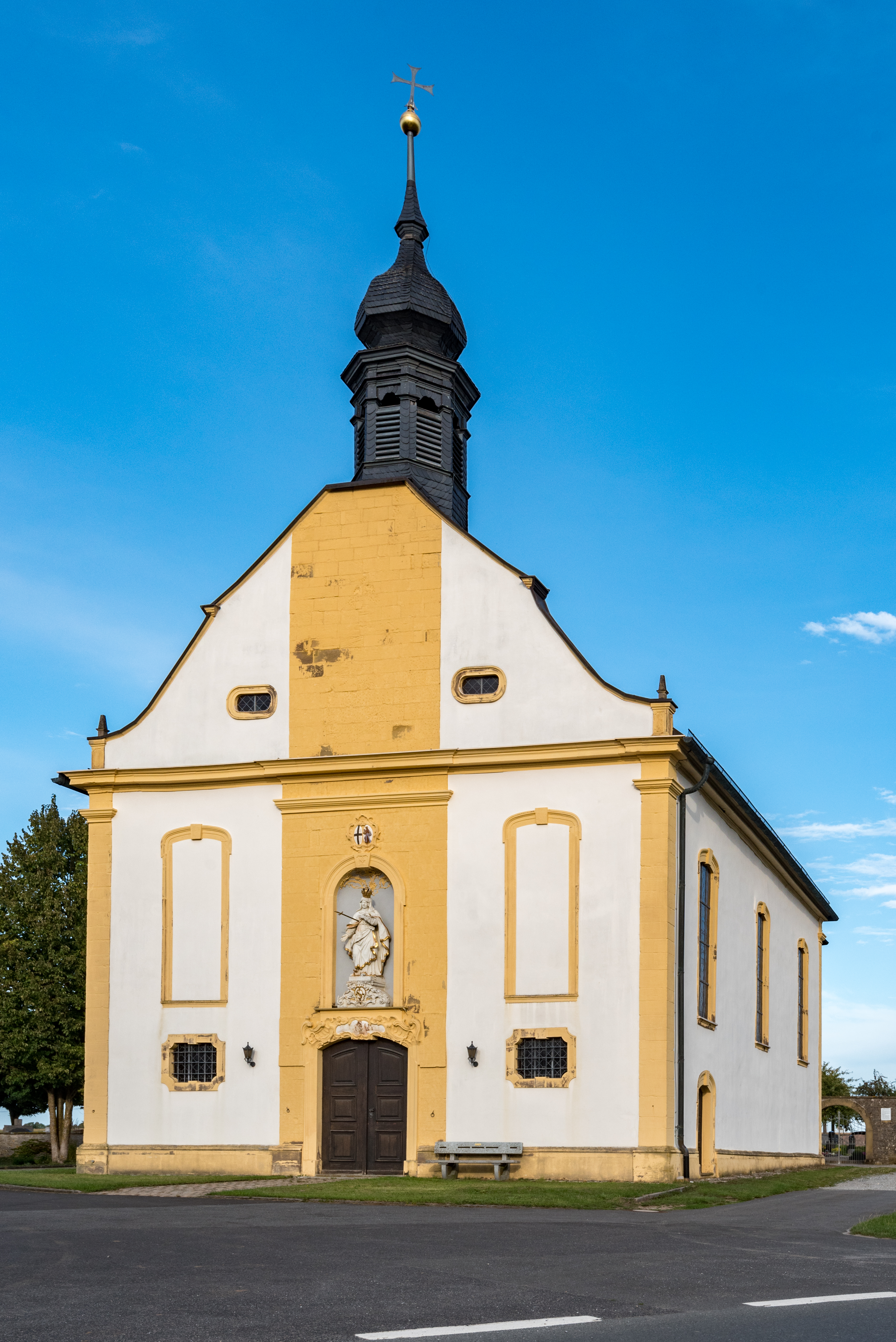
St. Johannes Nepomuk (Gelchsheim)

Die römisch-katholische Friedhofskapelle St. Johannes Nepomuk ist ein denkmalgeschütztes Kirchengebäude, das in Gelchsheim steht, einem Markt im Landkreis Würzburg (Unterfranken, Bayern). Das Bauwerk ist unter der Denkmalnummer D-6-79-135-2 als Baudenkmal in der Bayerischen Denkmalliste eingetragen. Die Kapelle gehört zur Pfarreiengemeinschaft Aub-Gelchsheim im Dekanat Ochsenfurt des Bistums Würzburg.

## Beschreibung
Die 1754 fertiggestellte ehemalige Wallfahrtskirche wurde nach einem Entwurf von Franz Joseph Roth gebaut. Die Saalkirche besteht aus einem Langhaus aus drei Jochen und einem eingezogenen Chor im Osten aus einem Joch mit einem polygonalen Schluss. Aus dem Satteldach des Langhauses erhebt sich im Westen ein achteckiger, schiefergedeckter, mit einer Zwiebelhaube bedeckter Dachreiter, der hinter den Klangarkaden den Glockenstuhl beherbergt. Die Fassade im Westen mit Lisenen an den Ecken und einem Schweifgiebel beherbergt das Portal, über dem in einer rundbogigen Wandnische die Statue der Mater Dolorosa von Johann Wolfgang van der Auwera steht. Die Orgel mit 12 Registern, einem Manual und einem Pedal wurde 1805 von Johann Anton Ehrlich für die Pfarrkirche St. Ägidius gebaut und 1873 von Balthasar Schlimbach in die Friedhofskapelle umgesetzt.